# Naaktoogkaketoe
De naaktoogkaketoe (Cacatua sanguinea) of roodteugelkaketoe is een vogel uit de orde der papegaaiachtigen en de familie der kaketoes.

## Uiterlijk
Deze kaketoesoort wordt tussen de 36 tot 39 cm groot en wegen tussen de 480 tot 800 gram. De basiskleed van de naaktoogkaketoe is wit. Alleen de buitenste staartveren zijn geel. De veertjes tussen de ogen en snavel zijn zalmroze. De naakte huid rondom de ogen zijn grijs tot grijsblauw van kleur. De iris is donkerbruin en de snavel en poten zijn grijs.

## Voedsel
De vogel zoekt zijn voedsel meestal op de grond. Het menu van de vogel is voornamelijk vegetarisch en bestaat uit zaden, bessen, vruchten, noten, wortels, bloemen aangevuld met larven en insecten. Op zoek naar insecten graven de vogels soms tot 5 centimeter diepe gaten. De kaketoe eet ook landbouwgewassen zoals rijst en gierst waardoor ze soms ook een plaag kunnen zijn voor de lokale boeren.

## Voortplanting
Naaktoogkaketoes zijn monogame vogels en een koppeltje blijft hun hele leven bij elkaar. De vogel heeft zijn nest in boomholtes. Aan het begin van de broedtijd verlaten de koppeltjes de zwermen. Het mannetje maakt in deze periode zijn vrouwtje het hof. Door te paraderen met zijn kuif en op en neer gaande, buigende bewegingen te maken voor het vrouwtje hetgeen gepaard gaat met schreeuwende geluiden.
Het vrouwtje legt meestal 2 tot 4 eieren in een boomholte. De broedboom staat vaak naast of dicht bij een rivier. Soms worden holtes in rotsen of termietenheuvels gebruikt als nest. Na een incubatietijd van ongeveer 26 dagen komen de eieren uit. Na 8 weken vliegen de jongen uit. Zowel het broeden als het opvoeden van de jongen doen beide ouders.

## Leefgebied
De naaktoogkaketoe komt voor in het westen, centrale en noordelijke deel van Australië en op enkele plekken aan de kust in het oosten van Australië. Daarnaast zijn ze te vinden in het zuidelijke deel van Nieuw-Guinea. De vogel leeft in meerdere typen leefgebieden zoals grasland, agrarisch cultuurland zoals rijstvelden, aangeplante bossen in de buurt van water, bomen in steden en mangroves.

## Ondersoorten
Er worden vijf ondersoorten onderscheiden:
- C. s. gymnopsis (Sclaters naaktoogkaketoe): centraal en het oostelijke deel van Centraal-Australië.
- C. s. normantoni (Mathews naaktoogkaketoe): Kaap York-schiereiland in noordoostelijk Australië.
- C. s. transfreta (Nieuw-Guinese naaktoogkaketoe): zuidelijk Nieuw-Guinea.
- C. s. westralensis (Westelijke naaktoogkaketoe): westelijk Australië.
- C. s. sanguinea: noordwestelijk en noordelijk Australië.

## Status
De naaktoogkaketoe heeft een enorm groot verspreidingsgebied en daardoor is de kans op uitsterven uiterst gering. De grootte van de populatie is niet gekwantificeerd, maar neemt toe. De vogel is algemeen en plaatselijk talrijk. Om deze redenen staat de xxxl als niet bedreigd op de Rode Lijst van de IUCN.

## Afbeeldingen

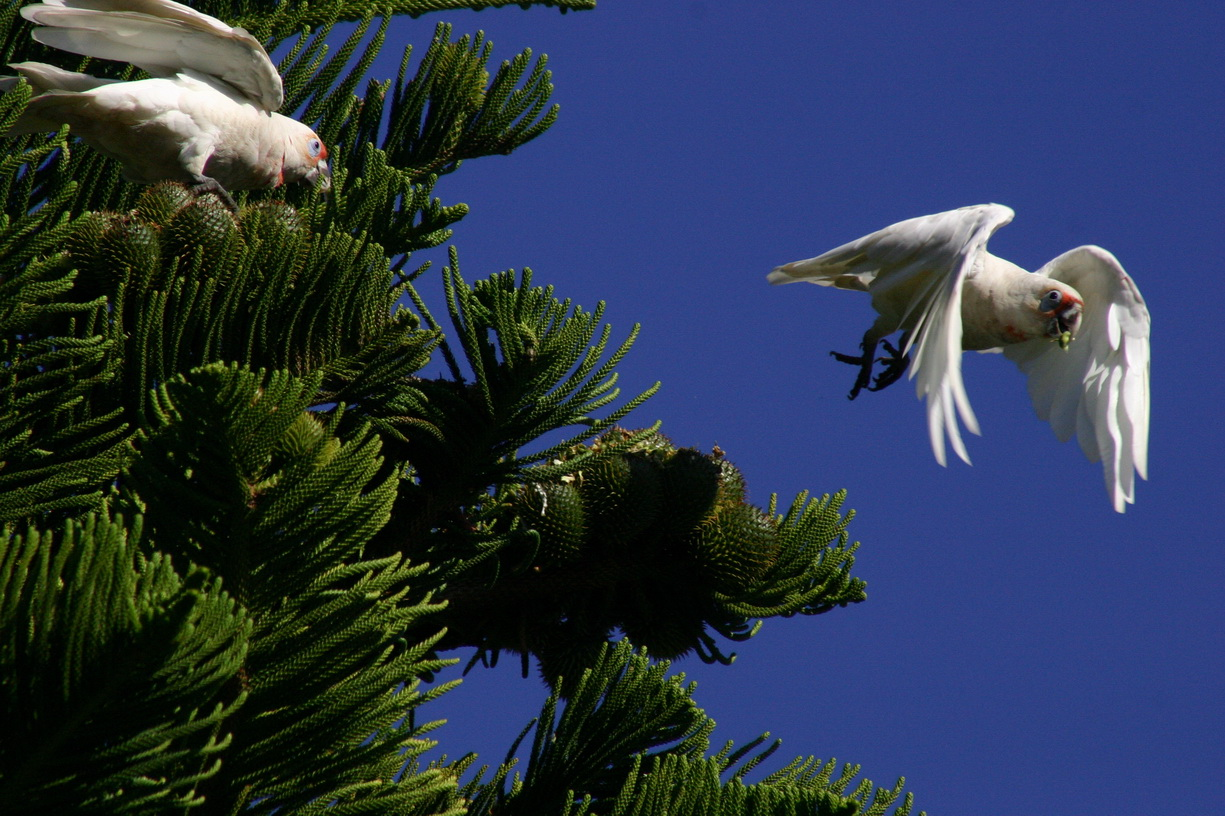
Naaktoogkaketoe in vlucht
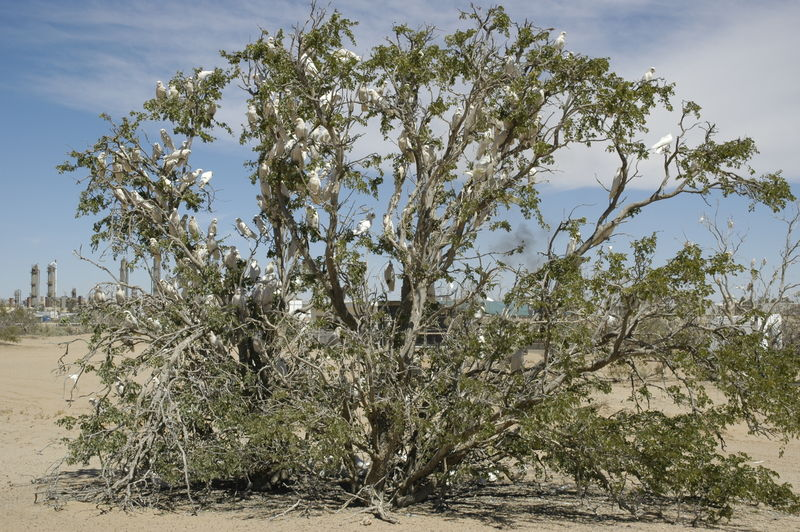
Een kleine zwerm Naaktoogkaketoes
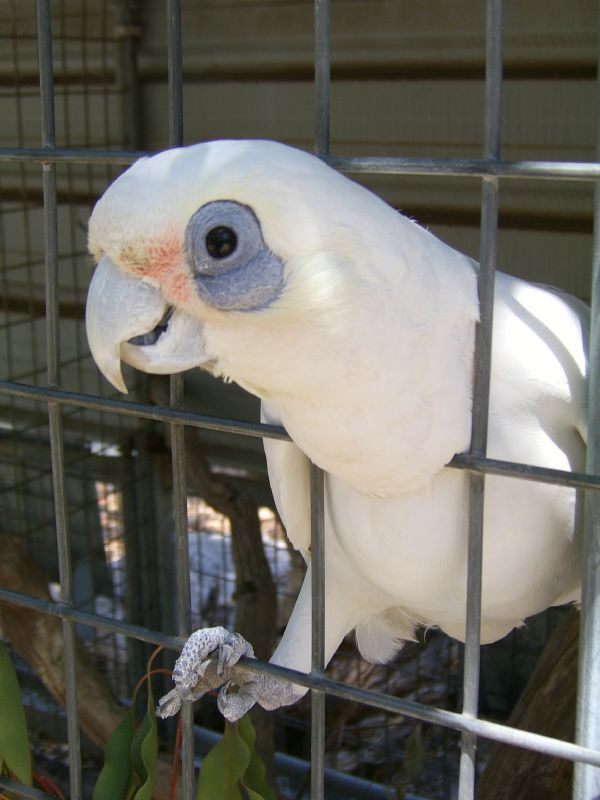
Exemplaar in gevangenschap
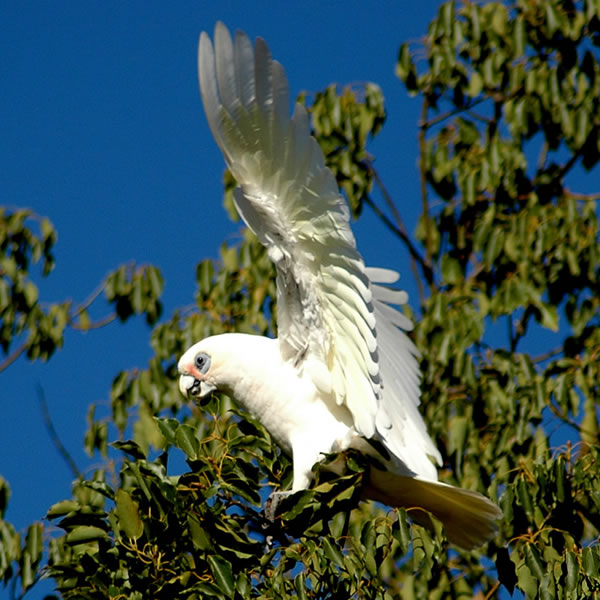
In een boom